# کوه هوی
کوه هوی (به لاتین: Mount Huye) یک کوه در رواندا است که در رواندا واقع شده‌است. کوه هوی ۲٬۲۷۸ متر بالاتر از سطح دریا واقع شده‌است.